# Халси, Мехди
Мехди Халси (араб. المهدي الخالصي‎; род. 6 июня 1986, Касабланка, Касабланка) — марокканский боксёр, представитель средней и полусредней весовых категорий. Выступал за национальную сборную Марокко по боксу в 2008—2015 годах, серебряный призёр Средиземноморских игр, победитель и призёр многих турниров международного значения, участник двух летних Олимпийских игр.

## Биография
Мехди Халси родился 6 июня 1986 года в Касабланке, Марокко.
Впервые заявил о себе в боксе в 2006 году, став чемпионом Марокко в зачёте полусредней весовой категории.
На Африканском олимпийском квалификационном турнире 2008 года в Алжире выступил неудачно, остановившись уже на стадии четвертьфиналов, тогда как на Африканской олимпийской квалификации в Виндхуке занял третье место и тем самым удостоился права защищать честь страны на летних Олимпийских играх в Пекине. На Играх, однако, уже в стартовом поединке категории до 69 кг со счётом 3:11 потерпел поражение от узбека Дильшода Махмудова и сразу же выбыл из борьбы за медали.
После пекинской Олимпиады Халси остался в составе марокканской национальной сборной на ещё один олимпийский цикл и продолжил принимать участие в крупнейших международных турнирах. Так, в 2009 году он побывал на Средиземноморских играх в Пескаре, откуда привёз награду серебряного достоинства — в решающем финальном поединке полусреднего веса уступил турку Ондеру Шипалу. Также в этом сезоне выступил на чемпионате мира в Милане, но здесь остановился уже на раннем этапе соревнований.
В 2010 году взял бронзу на домашнем международном турнире «Мухаммед VI Трофи» в Марракеше, дошёл до четвертьфинала на международном турнире «Золотые перчатки» в Белграде.
В 2011 году боксировал на Мемориале Иштвана Бочкаи в Дебрецене, на чемпионате Африки в Яунде, выиграл бронзовую медаль на Гран-при Усти в Чехии, получил серебряную награду на Всемирных военных играх в Рио-де-Жанейро, проиграв в финале французу Алексису Вастину, одержал победу на Панарабских играх в Дохе. При этом на мировом первенстве в Баку дошёл лишь до 1/16 финала, вновь проиграв французу Вастину.
В 2012 году вновь выступил на Мемориале Иштвана Бочкаи в Дебрецене, принял участие в Кубке химии в Галле. На домашней Африканской олимпийской квалификации в Касабланке выиграл у всех соперников по турнирной сетке — таким образом прошёл отбор на Олимпийские игры в Лондоне. На сей раз в стартовом поединке категории до 69 кг встретился с японцем Ясухиро Судзуки и потерпел от него поражение со счётом 13:14.
На чемпионате мира среди военнослужащих CISM 2014 года в Алма-Ате выступал уже в среднем весе и не смог пройти дальше предварительного этапа.
В 2015 году отметился выступлением на африканском военном чемпионате в Тунисе, став бронзовым призёром в средней весовой категории.